# 乌罗斯
乌罗斯（西班牙語：Urroz）是西班牙纳瓦拉的一个市镇。总面积12平方公里，总人口199人（2001年），人口密度17人/平方公里。